# Francelia Billington
Pour les articles homonymes, voir Billington.

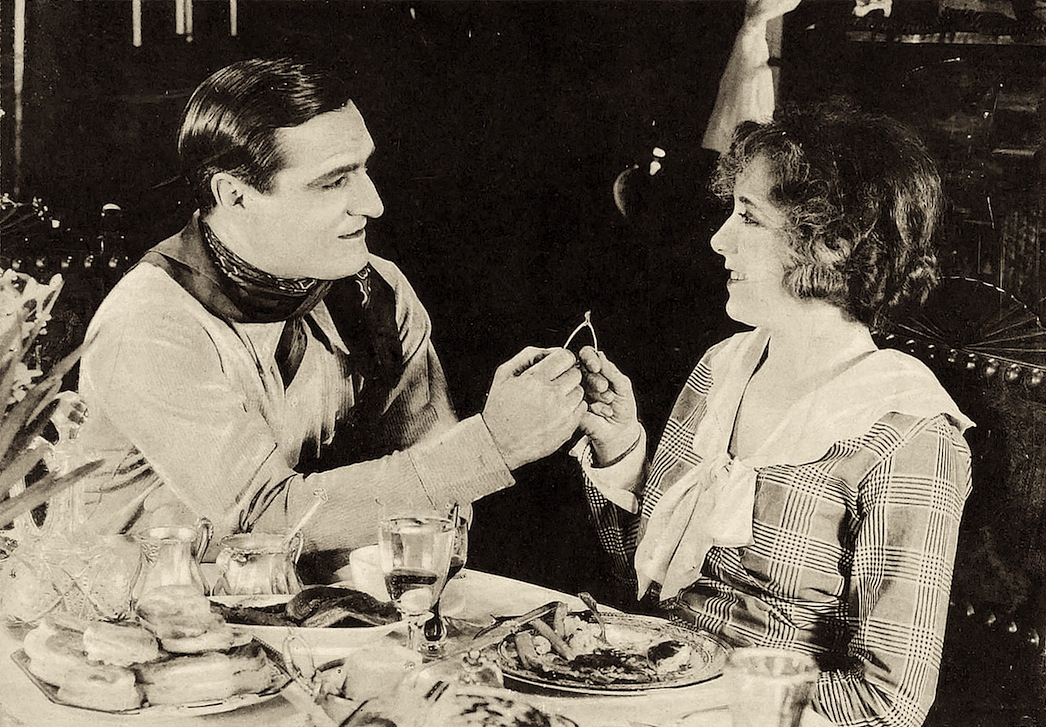
Francelia Billington avec Tom Mix dans Desert Love (1920)

Francelia Billington (née le 1er février 1895 à Dallas, morte le 24 novembre 1934 à Glendale, Californie) est une actrice américaine de films muets, et opératrice caméra accomplie.

## Biographie

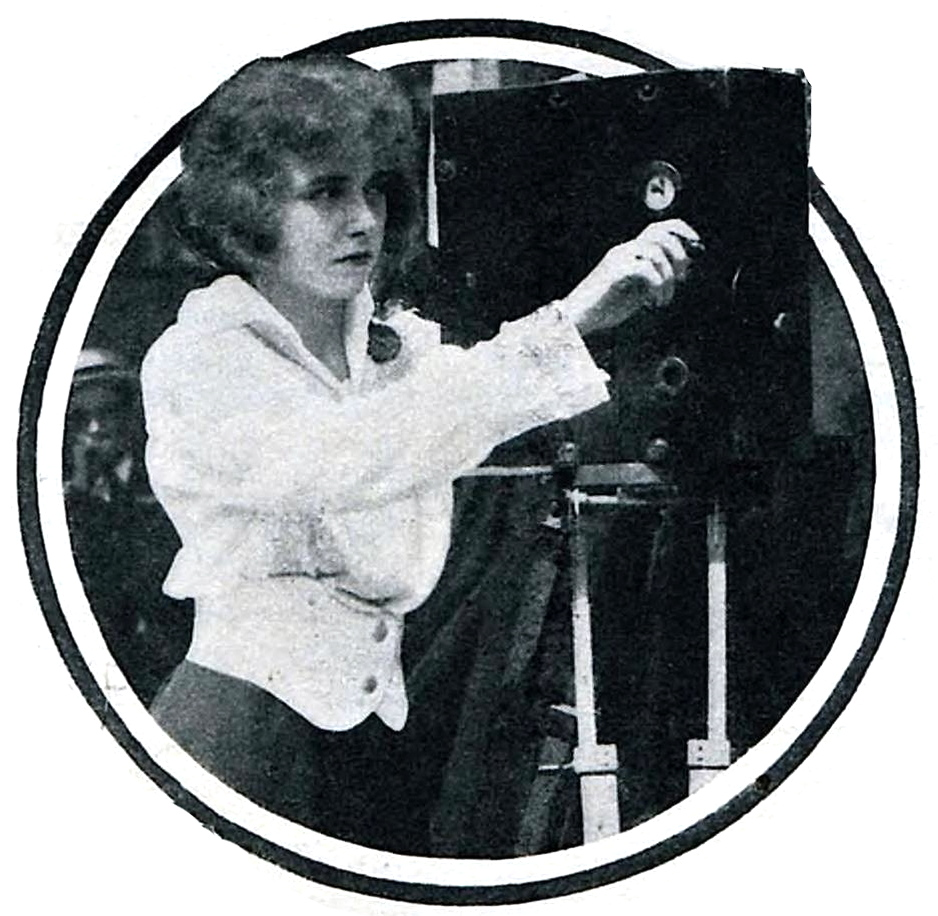
Francelia Billington derrière la caméra

Née à Dallas, elle a grandi dans un ranch et est devenue une bonne cavalière, ce qui lui a servi plus tard dans sa carrière au cinéma où elle a joué dans de nombreux westerns. Durant ses études elle joue dans plusieurs pièces de théâtre. À l'âge de 10 ans elle déménage à La Nouvelle-Orléans. Elle fait ses débuts au cinéma pour la Kalem Company en 1912, puis pour la compagnie Reliance-Majestic Studios (en). En 1920 elle se marie avec l'acteur de westerns Lester Cuneo.
Elle meurt en 1934 de la tuberculose.

## Filmographie
- 1913 : A Mix-Up in Pedigrees
- 1914 : The Lover's Gift
- 1914 : The Peach Brand
- 1914 : Who Shot Bud Walton?
- 1917 : The Masked Heart
- 1917 : My Fighting Gentleman
- 1917 : The Wrong Man
- 1917 : Pride and the Man
- 1919 : La Loi des montagnes  (Blind Husbands)
- 1919 : The Great Air Robbery
- 1920 : Desert Love
- 1920 : Hearts Are Trumps
- 1924 : Plus de femmes ! (The White Sin) de William A. Seiter

## Crédit d'auteurs
- (en) Cet article est partiellement ou en totalité issu de l’article de Wikipédia en anglais intitulé « Francelia Billington » (voir la liste des auteurs).